# 국가책임
국제법상 국가책임(state responsibility)이라 함은 국가의 국제법상 책임을 의미하나 일반적으로 국가가 스스로의 국제위법행위(internationally wrongful act)에 대해 부담하는 국제법상의 책임을 말한다. 국가책임의 유형으로는 책임추구 주채와 책임형태에 따라 민사책임과 형사책임으로 구분하며, 민사책임에 있어서 책임추구 주체에 관한 분류로 개별적 책임과 집단적 책임으로 나눈다. 피해자를 기준으로는 간접책임과 직접책임으로 구분한다. 또한 전통국제법은 대체로 위법행위책임을 중심으로 발전해 왔으나 오늘날 대규모 심각한 피해가 발생할 가능성이 높아집에 따라 결과책임 법리가 도입되었다.
```
2010년 기준으로 국가책입협약은 다자조약은 체결되지는 않고 있지만, 초안으로 계속 유엔에서 논의를 하고 있다. 2001년 
ILC
에서 초안을 작성했다.
```

국제사법재판소나 상설중재재판소에서 민사소송을 하여 패소한 경우, 또는 양국간의 회담을 통해서, 가해국은 피해국에게 손해배상을 해야 한다.
국가책임은 국제관습법으로 인정되어 오던 것이다. 국가책임협약은 그것을 성문화하여 다자조약으로 체결하려는 것이지만, 아직 체결이 안 되어 있으므로, 현재에도 국제관습법상 국가책임이 인정되고 있다.

## 병인양요
조선 정부는 당시 프랑스 국적의 선교사를 살해했다. 이것은 국제법상 국가책임이 발생하는 불법행위이다. 자국민에 대한 보호권을 외교적 보호권이라고 하는데, 현재는 유엔 헌장상 무력사용금지원칙에 따라 외교적 보호권에 기한 전쟁행위가 부정되나, 병인양요 당시에는 국제법상 외교적 보호권에 기한 전쟁행위가 가능했다. 당시 강화도를 쳐들어 온 프랑스 해병대는 프랑스인 선교사 9명을 살해했으므로, 이에 대한 보복으로 조선인 9000명을 살해하겠다고 쳐들어왔다. 2010년 기준으로, 병인양요에서 약탈당한 외규장각 문서를 반환받기 위해 외교적인 노력 중에 있다. 유엔 ILC는 외교적보호권협약 초안을 작성해, 다자조약으로 체결하려고 노력중이다.
종래 가해행위나 응징행위 모두가 위법행위가 아니며 무력행사를 수반하지 않는 보복(retorsion)과 불법적 가해행위에 대하여 무력행사를 포함한 강제조치를 취하는 복구(reprisal)을 구분하였으나 현대 국제법상 정당방위 기타 특별한 경우를 제외한 무력복구는 적어도 법이론상으로는 금지되고 있으며 이런 배경에서 ILC는 대응조치(countermeasures)라는 용어를 시용하게 되었다.

## 손해배상(reparation)
초안 제2장에 규정되어 있다. 제34조부터 제39조까지 6개의 조문이 있다.

### 원상회복(restitution)
초안 제35조에 규정되어 있다. 국가책임에 대한 손해배상의 원칙으로 원상회복을 규정하고 있다. 원상회복이란 위법행위가 행해지기 이전에 존재했던 상태를 재수립하는 것을 의미한다. 물리적, 법률적, 정치적 불능으로 인해 원상복구가 불가피할 경우 금전배상(compensation), 사죄(satisfaction) 등의 방법을 통해 책임을 해소한다.

### 금전배상(compensation)
초안 제36조에 규정되어 있다.
금전배상은 의무위반으로 인한 손해를 경제적으로 배상하는 것을 의미한다. 배상액 산정이 있어서 목적물의 가치는 침해시가 아니라 배상지불시를 기준으로 산정한다.
케르키라 해협 사건(Corfu Channel Incident)에서 국제사법재판소는 12대 2로 알바니아 인민 공화국이 영국에 843,947 파운드를 배상할 것을 결정했다.

### 사죄 또는 관련자처벌(satisfaction)
초안 제37조에 규정되어 있다.

#### 판문점 도끼 살인 사건
1976년 8월 18일 발생한 판문점 도끼 살인 사건 당시, 사흘 뒤 군사정전위 북측 수석대표가 "판문점 공동경비구역 내에서 사건이 발생한 데 대해 유감스럽게 생각한다"는 김일성 주석의 구두메시지를 유엔군 사령관에게 전달했다.

#### 일본의 식민통치
1995년 8월15일 무라야마 도미이치 일본 총리는 "...식민지 지배와 침략으로 많은 나라, 특히 아시아 여러 국가 국민들에 막대한 손해와 고통을 주었습니다. 저는 의심할 여지도 없는 이러한 역사적 사실을 겸허하게 받아들이고 여기서 다시 한 번 통절한 반성의 뜻을 표하며, 진심으로 사죄의 마음을 표명합니다." 라고 공식적으로 사과하였다.

#### 금강산 사건
2010년 2월 8일 개성의 남북경제협력협의사무소에서 금강산 개성 관광 관련 실무회담을 열었다. 북한은 이날 회담에서 2008년 7월11일 금강산 관광객 피격 사망사건에 대해 "금강산 관광객이 사망한데 대해 어쨌든 유감을 표시한다"고 밝혔다고 통일부는 전했다.

#### 각국의 위안부 결의안
2007년 11월 8일, 네덜란드 하원은 일본군의 위안부 강제 동원에 대해 일본 정부의 공식 사과와 보상을 요구하는 결의안을 만장일치로 채택하였다. 캐나다에서도 같은 해 11월 28일 일본군 위안부 강제동원에 대한 일본정부의 공식적인 사과와 책임을 촉구하는 위안부 결의안을 만장일치로 채택하였으며, 12월 13일에는 유럽의회가 위안부 결의안을 채택하였다. 2008년 3월 11일에는 필리핀 하원이 위안부 결의안을 채택하였다.

## 참고
- UN ILC의 국가책임협약초안
- UN ILC의 국가책임협약초안과 주석  보관됨 2012-02-04 - 웨이백 머신
- Daniel Bodansky and John R. Crook, "Symposium: The ILC's State Responsibility Articles" (2002) 96 American Journal of International Law 773.
- 최득진, 국제위법행위에 대한 국가책임초안 국문 번역 , 중앙법학, Vol.4 No.1, 2002

## 같이 보기
- 손해배상